# XVI. legija Flavia Firma
XVI. stacionarna legija Flavia (latinsko Legio sexta decima Flavia Firma), rimska legija, katero je leta 70 n. št. ustanovil cesar Vespazijan iz ostankov XVI. legije Gallica, ki se je vdala v batavijskem uporu. Taborila je v Siriji,  kjer je vse do 4. stoletja branila rimsko mejo na Tigrisu. Znak legije je bil Pegaz, pred tem pa verjetno lev.